# ダーク・ピット
ダーク・ピット(Dirk Pitt)はクライブ・カッスラーの小説に登場する架空の人物。「ダーク・ピット」シリーズと称される一連のシリーズの主人公。

## 略歴
本名はダーク・エリック・ピット。空軍士官学校を卒業後、10年間空軍に勤務して数々の勲章を得るなど活躍。ベトナム戦争中にサンデッカー提督を救ってNUMA（国立海中海洋機関）に転進。特務任務責任者として様々な陰謀を阻止するのに成功、サンデッカー提督が副大統領になった後はNUMAの長官になる。ワシントンD.C.のロナルド・レーガン空港の格納庫の一つを住居にしていて、過去のシリーズで集めたコレクションに囲まれて生活をしている。
体力抜群、成績優秀、エリートコースを歩み、ハンサム（特に緑色の目が作品中でもよく描写される）でなおかつ父親は上院議員と裕福で一つして欠けることのないスーパーマンなキャラクターで、その欠点のなさに批判がある。

## シリーズの特徴
歴史的に名の残る船舶や列車といった交通機関が行方不明になるプロローグから始まり、それらが発見されたのではないかという情報を聞きつけたダーク・ピットたちが遺物を探し求めるにあたって、何らかの大きな陰謀の渦に巻き込まれていくというパターンが比較的多い。作品の傾向としては、非常に映画化栄えするような内容だということがいえる。全編がこれでもかこれでもかといわんばかりのアクションシーンの連続で、川をモーターボートと飛行機に追われながら下ったりと思えば、ワシントンDCのど真ん中でカーチェイスを繰り広げたりと派手な展開が連続して続く。敵は国家や国際的な企業で、自分たちの利益を追求するためには地球を破壊してもかまわないと思っている存在なので、大掛かりで奇想天外なクライマックスを迎えることになる。よくも悪くもハリウッド映画のようなシリーズである。しかし意外にも過去に二作品しか映画化されていない。
活動範囲は世界規模に及ぶ。また、組織が組織なので海が舞台になることも多い。

## 関連人物
NUMA（国立海中海洋機関）
- アル・ジョルディーノ
NUMAの特務任務のサブ。本名はアルバート・カシアス・ジョルディーノ。ピットは幼稚園からの幼馴染で高校、空軍士官学校とピットに付き従っているような経歴をたどる。本作中の二人はどのような苦難にあっても常に深い信頼と熱い友情で結ばれている。メキシカンで小太り。
- ジェームズ・サンデッカー
NUMAの長官（後に副大統領に転出）。海軍に在籍しており、退役後にNUMAを設立。政府からの妨害（大統領が敵企業からの献金を受けていることが多い）に悩みながらも世界を揺るがす陰謀に立ち向かっていく。有能で下からも慕われる上司という役どころ。悩みは自分しか製造元を知らない筈の特注の葉巻を何故かジョルディーノが吸っていること。
- ルディ・ガン
サンデッカーの参謀役でピットやジョルディーノの兄貴分といった存在。海軍中佐の経歴を持つ。
- ハイアラム・イェーガー
NUMAの通信情報の責任者で腕の立つプログラマ。ヒッピー風の容貌であるが動物画家の妻と美人の二人の娘と家庭には恵まれている。SEALsに在籍していた過去を持つ。NUMA本部ビルのワンフロアを占領するほどのハイパーコンピュータを作成し、女性型ホログラムシステムのマックスをインタフェースとして使用している。

その他の人物
- ローレン・スミス
下院議員を務める女性。ピットとは長らく友人以上恋人未満の間柄であったがピットが現場引退を決めた後、ついに結婚する。
- サン・ジュリアン・パールマター
船舶に関する歴史的文献の収集家の老人で恰幅がいい。類まれなる美食家。自身の家には文献が足の踏み場も無いほど積み上げられているが、そのどこにどんな記述があるか完璧に把握している。ピットとは友人関係にあり、アドバイザーとして登場することが多い。
- ダーク（ジュニア）、サマー・ピット
ダーク・ピットの双子の子供。NUMAの海洋研究家。
- クライブ・カッスラー
作者本人。手を変え品を変え、色々なところに出没する。ピットは常に「どこかで会った気がするが正体がわからない、しかし古くからよく知っている気の合う知人」という印象を抱く。